# Supervědátor
Supervědátor (anglicky The Supernaturalist) je dětská science fiction novela irského spisovatele Eoina Colfera.

## Příběh
Děj této knihy je zasazen do nepříliš vzdálené budoucnosti.
Na severní polokouli bylo vystavěno tzv. Satelitní město, město nového věku, jehož struktura je řízena výhradně obřím satelitem Myishi 9. Jedním z mnoha obyvatel tohoto ocelového města je i malý kluk jménem Cosmo Hill, žijící v nepříliš přívětivém „Institutu Clarissy Frayneové pro chlapce s parentální deficiencí“ (volně přeloženo - v sirotčinci).
V institutu se mu stejně jako všem ostatním chlapcům nežije nejlépe. Jsou totiž tzv. nesponzorovaní (nezletilé osoby, nemající žádné žijící příbuzné, přičemž z tohoto důvodu jsou posílány až do doby jejich zletilosti do sirotčince) a tak se jimi v této společnosti nanejvýš pohrdá. Trpí šikanou ze strany dozorců a jsou na nich prováděny pokusy pro různé komerční společnosti.
Cosmo se proto jednoho dne rozhodne utéci. Díky jeho trpělivosti vyčkat si na vhodný okamžik a shodou šťastných náhod se mu to i přes obtíže způsobené obzvláště zákeřným dozorcem Redwoodem podaří. Na útěku ovšem málem umírá, přičemž zažije podivné setkání s modrým tvorem, který je schopen z něj vysát energii. Na poslední chvíli se objeví tři neznámé osoby, zneškodní tvora a zachrání Cosma.
Později, po uzdravení, se Cosmo dozvídá, že se ocitl v jejich úkrytu, jsou to Vidoucí, což znamená, že jako jedni z mála, stejně jako Cosmo, vidí ony prapodivné modré bytosti a že jejich jména jsou Stefan Baškir, Lucien Bonn zvaný Detto a Mona Vasquezová.
Cosmo se po krátkém váhání k jejich týmu přidává a společně využívají svoje schopnosti v boji právě proti těmto tvorům škodícím lidem (v knize později pojmenovaných Ne-druh 4).
Šok nastává ve chvíli, kdy si je k sobě pozve profesorka Faustinová ze společnosti Myishi a sdělí jim, že místo toho, aby Ne-druh 4 ničili, napomáhali jeho rozmnožování. Zadá jim úkol vypátrat jejich hnízdo a pomocí nové účinné technologie tvory definitivně zničit.
Nakonec, když se hnízdo podaří najít a vyhodit do povětří, se dozvídají, že Ne-druh 4 lidem vůbec neškodil, ale naopak pomáhal jim od bolesti.
Uvědomí si, že se stali jen pokornými služebníky doktorky Faustinové, které je bezostyšně využila s vidinou vlastního prospěchu.
Když už znají pravdu a profesorka je už k ničemu nepotřebuje, unese je a pokusí se je zabít. Vidoucím se ovšem podaří uniknout a rozhodnou se Faustinové překazit její plány, od začátku spočívající v přeměně Ne-druhu 4 na energii pohánějící satelit, ovšem to za cenu života Ne-druhu.
V závěru knihy umírá Stefan, který položí život za vysvobození Ne-druhu 4 a v domnění, že zabije i profesorku. Faustinová jako zázrakem přežije a je pověřena primátorem Rayem Shineem k dalšímu výzkumu Ne-druhu 4, tentokrát na jižním pólu a ve větším utajení. Cosmo, Detto a Mona se vracejí do svého úkrytu. Příběh má otevřený konec. Navíc se potvrdí to, co bylo po celou dobu v knize jen v náznacích a to sice, že Cosmo a Mona k sobě mají daleko blíž něž jen jako týmoví parťáci či přátelé.

## Postavy
- Cosmo Hill – Ústřední postava celé knihy.
- Stefan Baškir – Baškir je vůdcem tříčlenného (později čtyřčlenného) týmu Vidoucích, tudíž v příběhu zaujímá jednu z hlavních rolí. Vzezřením je to vysoký, mladý chlapec, mající oblibu v černém oblečení. Narodil se v Satelitním městě už jako druhá generace, původem je Rus.
- Lucien Bonn (přezdívaný Detto) – V příběhu zaujímá jednu z nejvýznamnějších rolí. Je členem týmu Vidoucích. Také je jedním z posledních žijících Bartoliho dětí a mimo jiné disponuje zvláštní schopností léčit vlastníma rukama. Má světlé vlasy a neúměrně velkou dětskou hlavu. Kvůli mutaci způsobené Bartoliho výzkumem vypadá jako šestileté dítě, i když mu je ve skutečnosti 28.
- Mona Vasquezová – Jedna z hlavních postav a členka týmu Vidoucích.
- Ellen Faustinová – Vedoucí výzkumu společnosti Myishi.
- Marshal Redwood – Dohlížitel v Institutu Clarissy Frayneové pro chlapce s parentální deficiencí. Jeho metody by se mnohdy daly nazvat zvrácenými a nelidskými.
- Zip Murphy – Jeden z nesponzorovaných v Institutu Clarissy Frayneové pro chlapce s parentální deficiencí. Nikdy neví, kdy má mlčet, což ho často přivádí do potíží. Je nejlepším přítelem Cosmo Hilla.

## Vydání
Knihu v roce 2004 vydalo newyorské nakladatelství Miramax Books, Hyperion Books for Children.
Český překlad Veroniky Volhejnové vydalo v roce 2005 nakladatelství Albatros.